# لا کومبر (کاسرس)
لا کومبر (به اسپانیایی: La Cumbre) یک منطقهٔ مسکونی در اسپانیا است که در استان کاسرس واقع شده‌است. لا کومبر ۱۱۳ کیلومتر مربع مساحت دارد ۴۸۰ متر بالاتر از سطح دریا واقع شده‌است.